# Baron Kirkwood

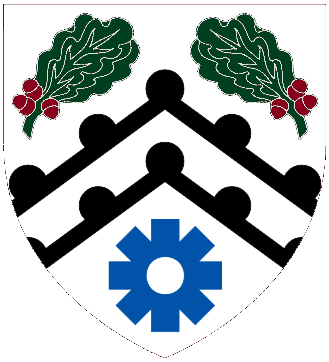
Wappen der Barone Kirkwood

Baron Kirkwood, of Bearsden in the County of Dunbarton, ist ein erblicher britischer Adelstitel in der Peerage of the United Kingdom.

## Verleihung
Der Titel wurde am 22. Dezember 1951 für den Labour-Politiker David Kirkwood geschaffen. Er war seit 1922 Abgeordneter im House of Commons gewesen.
Heutiger Titelinhaber ist seit 2023 sein Enkel James Kirkwood als 4. Baron.

## Liste der Barone Kirkwood (1951)
- David Kirkwood, 1. Baron Kirkwood (1872–1955)
- David Kirkwood, 2. Baron Kirkwood (1903–1970)
- David Kirkwood, 3. Baron Kirkwood (1931–2023)
- James Kirkwood, 4. Baron Kirkwood (* 1937)

Vermutlicher Titelerbe (Heir Presumptive) ist der Neffe zweiten Grades des aktuellen Titelinhabers Douglas James Kirkwood (* 1974).